# Hyundai Motor Company
Hyundai Motors Company  (hangul 현대 자동차 주식회사) (hanča: 現代自動車株式會社) (korejsko 현대, Hyŏndae, sodobnost) [hjúndaj] je korejski izdelovalec avtomobilov, ki skupaj s podjetjem Kia sestavlja skupino Hyundai Kia Automotive Group, leta 2009 četrtega največjega izdelovalca avtomobilov na svetu. V letu 2009 je bil najhitreje rastoči proizvajalec avtomobilov na svetu. Leta 2008 je bil Hyundai (brez Kie) na osmem mestu med največjimi izdelovalci avtomobilov.Poleg avtomobilov izdeluje tudi tovorna vozila, gradbene stroje, viličarje, sonče celice, veterne elektrarne izdeluje tudi ladje . . .
Hyundai se lahko tudi pohvali s prvo masovno proizvodnjo vozil na vodikove celice, tako imenovan model ix35 Fuel Cell.

## Modeli

### Osebni avtomobili
- i10
- i20
- i30
- i40
- HB20
- Elantra
- Veloster
- Veloster Turbo
- Genesis

### Terenski / SUV
- ix35
- ix55
- Santa Fe
- Grand Santa Fe
- Tucson
- i20 Active
- HB20x

### ECO
- ix35 Fuel Cell
- Tucson Fuel Cell
- IONIQ
- Sonata- Hybrid

### Gospodarska vozila
- H350
- H-1
- H100

### Tovorna vozila
- HD65/72/78
- HD120
- HD210
- Xcient
- HD45

## Galerija
- Hyundai i10
- Hyundai i20
- Hyundai Santa Fe
- Hyundai ix35
- Hyundai Ix35 Fuel Cell
- Hyundai IONIQ
- Hyundai Xcient